# باميلا رودريغيز
باميلا رودريغيز (بالإسبانية: Pamela Rodríguez)‏ هي مغنية بيروفية، ولدت في 12 مايو 1983 في ليما في بيرو.